# Megaselia nigricorpus
Megaselia nigricorpus är en tvåvingeart som beskrevs av Rudolf Beyer 1959. Megaselia nigricorpus ingår i släktet Megaselia och familjen puckelflugor. Inga underarter finns listade i Catalogue of Life.